# 三角食べ

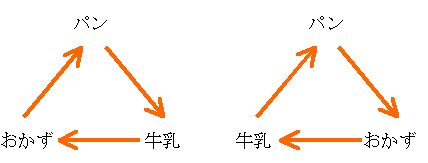
日本の学校給食における三角食べの例／その順序を追えば、三角形の軌跡が形作られる。

三角食べ（さんかくたべ）とは、日本の学校給食で推奨あるいは指導されてきた食べ方の一つである。飯やパンなどといった主食と、汁物や飲料と、おかずとを、順序よく食べる方法で、その順序の軌跡が三角形を形作ることからその名で呼ばれる。
もともと、1970年代頃、日本の一部の学校における給食の指導で広められた言葉である。一方で、それよりも古く1950年代に学校給食が始まってから、ミルク、パン、おかずの順に食べる方法とする説もあり、その説によれば、牛乳嫌いが多かった当時の日本の小学生に牛乳を飲ませるための手法であった。三角食べの方法は過度の指導により管理教育につながっていたとする説もある。
現在ではご飯とおかずを順番にバランスよく食べることは推奨されるものの「三角食べ」として指導されることはほとんどないとされる。文部科学省の「食に関する指導の手引き」では以前は記載されていた「主菜とおかずは交互に食べる」という文章が現在はなくなっている。

## 三角食べの是非
三角食べは上記の教育現場での問題以外にも様々な是非がある。日本食に固有の「口内調味」を実践できるものとして推奨している栄養士などがいる一方で、汁や飲み物でご飯などを飲み込む（押し流す）形になりかねず、咀嚼がおろそかになったり、唾液の分泌に異常が生じ、口腔乾燥症になる可能性があると主張する歯科医師もいる。また、おかずの味でご飯を流し込む食べ方になりがちなため急激な血糖値の上昇を引き起こしたり、口内調味を前提とした味の濃いおかずを食べる事による塩分摂取の過多に繋がると指摘されている。

## 口内調味
口内調味（こうない ちょうみ、英語：mouth seasoning）とは、調味（味付け）していない飯など主食におかずや飲み物を付け合わせて口に入れ、口内で噛みながら混ぜ合わせることが調味になる、その調味および食べ方をいう。日本の「（ご飯茶碗のよそって食べる）飯」は、口内調味で食べるのが基本である。
玉村豊男は『食卓は学校である』（集英社新書 2010年）pp.62-67 で「いっしょ食い」と表現し、「アメリカ人は、白いごはんを食べるとき、かならず醤油をかけます。ピラフやチャーハンならよいが、味がついていない白いごはんはそのまま食べることができないからです」「両者（おかずとごはん）を別々に口に放り込むことはあり得ません。やってみろ、と強制しても、どうやったらいいのかわからずに、ただおろおろするばかりです」と、欧米人はほぼ例外なく口内調味ができないという持論を主張している。